# Bauhinia semibifida
Bauhinia semibifida är en ärtväxtart som beskrevs av William Roxburgh. Bauhinia semibifida ingår i släktet Bauhinia och familjen ärtväxter.

## Underarter
Arten delas in i följande underarter:
- B. s. acuminata
- B. s. bruneiana
- B. s. longebracteata
- B. s. perkinsae
- B. s. semibifida
- B. s. stenostachya